# Benjamín Hill (Messico)
Benjamín Hill è una municipalità dello stato di Sonora nel Messico settentrionale, il cui capoluogo è la località omonima.
Conta 5.233 abitanti (2010) e ha una estensione di 1.408,55 km².
Il nome della località è dedicato a Benjamín Guillermo Hill Pozos, generale della rivoluzione messicana.